# Clarence (Iowa)
Pour les articles homonymes, voir Clarence.
Clarence est une ville du comté de Cedar, en Iowa, aux États-Unis. Elle est incorporée le 26 février 1866. La communauté s'appelle, au départ, Oignon Grove, en raison des oignons sauvages qui poussent le long de Mill Creek (en). Le village est ensuite déplacé afin d'être près d'une ligne de chemin de fer et le nom est changé en Clarence, en référence à Clarence (New York), d'où est natif LB Gere.

## Source de la traduction
- (en) Cet article est partiellement ou en totalité issu de l’article de Wikipédia en anglais intitulé « Clarence, Iowa » (voir la liste des auteurs).